# Жамен, Жюль
Жю́ль Жаме́н (фр. Jules Célestin Jamin; 1818—1886) — французский физик.
Член Парижской академии наук (1868), иностранный член-корреспондент Петербургской Академии наук (1884). 

## Биография
По окончании курса в реймсском коллеже в 1838 году Жамен поступил в высшую нормальную школу, откуда вышел в 1841 году с первой наградой за занятия физикой. В 1847 году, уже будучи преподавателем в коллеже Людовика в Париже, он защитил свою докторскую диссертацию «Об отражении света металлами» («Annales de chimie», 3 Série, Т. XIX, 1847).
С 1852 по 1881 год Жамен профессор политехнической школы. В 1863 году он назначен профессором Сорбонны. Сюда в течение 20 лет Жамен привлекал своими талантливыми экспериментальными лекциями большое число слушателей. Жамен обладал большим искусством упрощать трудные вопросы и находить решения многих запутанных задач физики при помощи остроумных приборов и приспособлений (прибор для исследования эллиптической поляризации, интерференционный рефрактометр, магнитные весы).
«Traité général de Physique» вышло у Жамена первым изданием в начале 1860-х годов и представляло собой собрание лекций по физике, прочитанных Жаменом в политехнической школе. Будучи учеником и последователем Коши, Жамен много потратил труда на разработку методов для опытных доказательств аналитических выводов Коши в теории света. Жамен также с успехом занимался магнитными и электрическими явлениями, вопросами молекулярной физики и гигрометрией.
Жамен интересовался также геологией и ботаникой, занимался музыкой и живописью. В 1868 году Жамен был избран членом Французской академии наук, в которой, после смерти Дюма, занимал почётную должность непременного секретаря.
Сын Ж. Жамена, Поль Жамен, был известным художником, писавшим в стиле академического классицизма.